# Liste der Orte im Landkreis Gotha
Diese Liste enthält alle Orte (Städte, Gemeinden und Ortsteile) im thüringischen Landkreis Gotha.
| Ort                     | Gemeinde         | Einwohner (ca.) |
| ----------------------- | ---------------- | --------------- |
| Altenbergen             | Georgenthal      | 428             |
| Apfelstädt              | Nesse-Apfelstädt | 1.407           |
| Aspach                  | Hörsel           | 413             |
| Bad Tabarz              | Bad Tabarz       | 4.129           |
| Ballstädt               | Nessetal         | 720             |
| Bienstädt               | Bienstädt        | 743             |
| Boilstädt               | Gotha            | 880             |
| Brüheim                 | Nessetal         | 524             |
| Bufleben                | Nessetal         | 650             |
| Burgtonna               | Tonna            | 900             |
| Catterfeld              | Georgenthal      | 804             |
| Cobstädt                | Drei Gleichen    | 373             |
| Cumbach                 | Friedrichroda    | 150             |
| Crawinkel               | Ohrdruf          | 1.589           |
| Dachwig                 | Dachwig          | 1.642           |
| Döllstädt               | Döllstädt        | 1.196           |
| Ebenheim                | Hörsel           | 239             |
| Eberstädt               | Sonneborn        | 240             |
| Emleben                 | Emleben          | 819             |
| Engelsbach              | Georgenthal      | 258             |
| Ernstroda               | Friedrichroda    | 1.000           |
| Eschenbergen            | Eschenbergen     | 759             |
| Finsterbergen           | Friedrichroda    | 1.400           |
| Fischbach               | Waltershausen    | 509             |
| Friedrichroda, Stadt    | Friedrichroda    | 5.200           |
| Friedrichswerth         | Nessetal         | 572             |
| Friemar                 | Friemar          | 1.131           |
| Fröttstädt              | Hörsel           | 408             |
| Gamstädt                | Nesse-Apfelstädt | 466             |
| Georgenthal             | Georgenthal      | 2.200           |
| Gierstädt               | Gierstädt        | 440             |
| Goldbach                | Nessetal         | 1.746           |
| Gospiteroda             | Georgenthal      | 379             |
| Gotha, Stadt            | Gotha            | 37.700          |
| Grabsleben              | Drei Gleichen    | 442             |
| Gräfenhain              | Ohrdruf          | 1.431           |
| Gräfentonna             | Tonna            | 1.900           |
| Großfahner              | Großfahner       | 879             |
| Großrettbach            | Drei Gleichen    | 232             |
| Günthersleben           | Drei Gleichen    | 1.500           |
| Haina                   | Nessetal         | 510             |
| Hausen                  | Nessetal         | 200             |
| Herrenhof               | Georgenthal      | 837             |
| Hochheim                | Nessetal         | 488             |
| Hohenkirchen            | Georgenthal      | 740             |
| Hörselgau               | Hörsel           | 1.203           |
| Ingersleben             | Nesse-Apfelstädt | 1.030           |
| Kleinfahner             | Gierstädt        | 440             |
| Kleinrettbach           | Nesse-Apfelstädt | 278             |
| Kornhochheim            | Nesse-Apfelstädt | 805             |
| Langenhain              | Waltershausen    | 900             |
| Laucha                  | Hörsel           | 549             |
| Leina                   | Georgenthal      | 827             |
| Luisenthal              | Luisenthal       | 1.370           |
| Mechterstädt            | Hörsel           | 1.035           |
| Metebach                | Hörsel           | 135             |
| Molschleben             | Molschleben      | 1.129           |
| Mühlberg                | Drei Gleichen    | 1.326           |
| Nauendorf               | Georgenthal      | 450             |
| Neudietendorf           | Nesse-Apfelstädt | 2.181           |
| Neufrankenroda          | Hörsel           | 40              |
| Nottleben               | Nottleben        | 446             |
| Ohrdruf, Stadt          | Ohrdruf          | 5.906           |
| Petriroda               | Georgenthal      | 343             |
| Pferdingsleben          | Pferdingsleben   | 405             |
| Pfullendorf             | Nessetal         | 200             |
| Remstädt                | Nessetal         | 973             |
| Schmerbach              | Waltershausen    | 823             |
| Schnepfenthal           | Waltershausen    | 500             |
| Schönau vor dem Walde   | Georgenthal      | 1.107           |
| Schwabhausen            | Schwabhausen     | 708             |
| Schwarzhausen           | Waltershausen    | 725             |
| Seebergen               | Drei Gleichen    | 1.297           |
| Siebleben               | Gotha            | 5.400           |
| Sonneborn               | Sonneborn        | 1.000           |
| Sundhausen              | Gotha            | 1.600           |
| Tambach-Dietharz, Stadt | Tambach-Dietharz | 4.243           |
| Teutleben               | Hörsel           | 356             |
| Tröchtelborn            | Tröchtelborn     | 347             |
| Trügleben               | Hörsel           | 363             |
| Tüttleben               | Tüttleben        | 754             |
| Uelleben                | Gotha            | 770             |
| Wahlwinkel              | Waltershausen    | 600             |
| Waltershausen, Stadt    | Waltershausen    | 9.000           |
| Wandersleben            | Drei Gleichen    | 1.683           |
| Wangenheim              | Nessetal         | 709             |
| Warza                   | Nessetal         | 745             |
| Wechmar                 | Drei Gleichen    | 1.500           |
| Weingarten              | Hörsel           | 157             |
| Westhausen              | Nessetal         | 565             |
| Winterstein             | Waltershausen    | 977             |
| Wipperoda               | Georgenthal      | 141             |
| Wölfis                  | Ohrdruf          | 1.595           |
| Zimmernsupra            | Zimmernsupra     | 390             |

## Weitere Ortsteile
- Luisenthal entstand aus den dicht beieinander liegenden Dörfern Stutzhaus und Schwarzwald sowie dem Luisenthal genannten Schwarzwälder Hammer
- Tabarz entstand aus den dicht beieinander liegenden Dörfern Cabarz, Nonnenberg, Großtabarz und Kleintabarz
- Dietendorf bzw. Alt-Dietendorf ging in Neudietendorf auf (Ortsteil südlich der Apfelstädt)
- Ibenhain: ehemaliges Dorf, heute vollständig in Waltershausen aufgegangen
- Kindleben: Gehöft vor den Toren Gothas
- Ringhofen: Gehöft bei Mühlberg
- Rödichen: in Schnepfenthal aufgegangen, heute Ortsteil von Waltershausen
- Töpfleben: einige Häuser im Südosten der Stadt Gotha
- Wannigsroda: Gehöft bei Schönau vor dem Walde, Gemeinde Emleben

- Karte mit allen verlinkten Seiten:
- OSM |
- WikiMap